# Живан Пешић
Живан Пешић (Нови Сад, 7. јул 1993) је српски рукометаш. Игра на позицији пивота, тренутно је члан Војводине.

## Каријера
Пешић је као 17-годишњак из Синтелона прешао у мађарски Веспрем. На почетку је играо за други тим Веспрема, а после је две сезоне био члан првог тима али није добијао пуно шансе за игру. Од сезоне 2014/15. је заиграо за словеначки клуб Цеље, али ни ту није добијао пуно шансе па се у марту 2016. године вратио у српски рукомет и потписао за београдски Партизан до краја сезоне. У лето 2016. године се прикључио екипи Војводине. Са новосадским клубом је у сезони 2016/17. освојио првенство Србије и Суперкуп. У јуну 2017. је потписао двогодишњи уговор са шпанском екипом Адемар Леон. У мају 2019. је потписао за хрватску екипе Нексе. Провео је две сезоне у овом клубу након чега је прешао у израелски Хапоел Ришон Лецион.
Био је члан млађих репрезентативних селекција, а први позив за сениорску репрезентацију Србије је добио 2013. године док је био селектор Владан Матић. Након пет година неиграња у националном тиму, нови позив за најбољу селекцију Србије је добио 2018. године.

## Трофеји

### Војводина
- Првенство Србије (1) : 2016/17.
- Суперкуп Србије (1) : 2016.